# Thomas Trukesitz
Thomas Trukesitz (* 15. November 1972 in Eisenstadt) ist ein österreichischer Sportjournalist, Fernsehmoderator und -kommentator. Er moderierte und kommentierte bei Sky Österreich unter anderem die österreichische Fußball-Bundesliga sowie die Champions League. Seit Ende 2021 ist Trukesitz als Unternehmens- und Medienberater selbständig.

## Leben
Trukesitz nahm nach seiner Matura 1991 an einem Reporter-Wettbewerb teil, der ihm seinen Einstieg in den Sportjournalismus verschaffte. Er stieg im ORF-Landesstudio Burgenland im Sportressort ein. Währenddessen startete Trukesitz an der Universität Wien das Studium der Publizistik- und Kommunikationswissenschaften, welches er als Magister abschloss. Seit dem Jahr 2000 ist Trukesitz bei Premiere, beziehungsweise dem Nachfolger Sky Österreich tätig. Bei Sky arbeitete er als Moderator und Kommentator und war ab 2004 verantwortlich für die österreichische Fußball-Bundesliga sowie den internationalen Fußball. 2016 wurde Trukesitz zum "Head of Live-Sport" bei Sky ernannt und war damit für den gesamten Live-Sport zuständig. Neben der Tätigkeit bei den Übertragungen der österreichischen Fußball-Bundesliga und der Champions League, war Trukesitz auch als Moderator der Sky Diskussionssendung "Talk & Tore" im Einsatz.
Seit 2020 war Trukesitz außerdem als Moderator des Sky Podcasts "FREUNDSCHAFTSSPIEL – Pass in die Tiefe" zu hören, bei dem er mit österreichischen Fußball-Legenden über ihr Leben und ihre Karriere spricht.
Ende 2021 machte sich Trukesitz mit der Libero GmbH, deren Alleingesellschafter und Geschäftsführer er ist, im Bereich der Unternehmens- und Kommunikationsberatung selbständig. Seit dem Frühjahr 2022 veröffentlicht er gemeinsam mit der Sportmoderatorin Elisabeth Gamauf den Podcast „zweierkette“.
Im Jänner 2023 wurde bekannt, dass sich Trukesitz als externer Kandidat in der Endauswahl um die Position der ORF-Hauptabteilung Sport befindet. Am Ende bestellte der ORF den ehemaligen ORF-Radio-Chefredakteur Hannes Aigelsreiter.
Seit März 2023 ist Trukesitz als externer Kommunikationsberater für die A-Nationalmannschaft des Österreichischen Fußballbundes (ÖFB) sowie als Sprecher von Teamchef Ralf Rangnick tätig.
Trukesitz ist zudem als Lektor an der Universität Salzburg tätig und unterrichtet im Universitätslehrgang "Sportjournalismus".
2019 wurde Trukesitz für eine Romy in der Kategorie Sport nominiert.
Trukesitz gilt als Fan seines Heimatvereins SC Eisenstadt.
Im August 2023 wurde öffentlich bekannt, dass Trukesitz ab Januar 2024 Head of Sports bei Canal+ wird.